# آلومینوسیلیکات سدیم

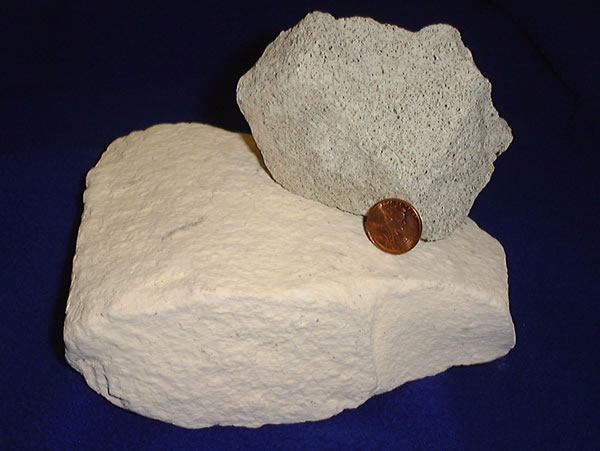
تصویری از زئولیت که عمدتاً از آلومینوسیلیکات سدیم تشکیل شده است

آلومینوسیلیکات سدیم (به انگلیسی: Sodium aluminosilicate) با فرمول شیمیایی AlNa۱۲SiO۵ یک ترکیب شیمیایی با شناسه پاب‌کم ۱۹۷۵۸۷۰۱ است. 